# Wintertijd (televisieprogramma)
Wintertijd was een muzikaal praatprogramma van presentator Harry de Winter dat hij eerst bij RTL 5 presenteerde en later bij verschillende andere televisie- en radiozenders.

## Het programma
In het programma werden bekende Nederlanders zoals Wouter Bos, Johan Derksen, Adriaan van Dis, Angela Groothuizen, Ivo Niehe, Maarten van Rossem, Jan Slagter en soms ook buitenlandse gasten (zoals Cliff Richard, Salman Rushdie en Bill Wyman) ondervraagd over hun leven en de rol van muzikale voorkeuren uit heden en verleden daarin. Van deze muziek werden dan ook de bijbehorende, vaak unieke video’s getoond. In totaal sprak hij zo'n 180 prominenten uit binnen- en buitenland.

## Programmering
Het programma werd jarenlang door RTL 5 (ruim 100 uitzendingen) uitgezonden. Het eerste seizoen in 1999 telde dertien afleveringen en de eerste gast was Willem van Kooten. In 2005 verhuisde het programma naar de AVRO, waar het zowel op radio als televisie werd uitgezonden (36 uitzendingen).
Wintertijd werd ook als radioprogramma uitgezonden bij Arrow Classic Rock en in 2009 ging het programma naar televisiezender Het Gesprek, tot er in de zomer van 2010 een eind kwam aan deze zender en het programma. 
Sinds 22 mei 2016 presenteert Harry de Winter wekelijks Wintertijd bij 40UP Radio. Op 1 januari 2020 begon Wintertijd 2020, een nieuwe serie van vijf afleveringen op televisie bij de NTR op NPO 2. 
Op 12 maart 2022 startte Omroep MAX een nieuwe serie van het programma op NPO 2 dat tevens het laatste seizoen was. De laatste aflevering die werd uitgezonden op 9 april 2022 werd gepresenteerd door Jeroen Pauw waarbij De Winter zelf gast was.